# Na Thawi (huyện)
Na Thawi (tiếng Thái: นาทวี) là một huyện (amphoe) ở phía nam của tỉnh Songkhla, miền nam Thái Lan.

## Lịch sử
Ngày 6 tháng 6 năm 1956, Na Thawi từ phó huyện được tách ra từ huyện Chana để lập thành huyện Na Thawi riêng.

## Địa lý
Các huyện giáp ranh (từ phía tây theo chiều kim đồng hồ) là: Sadao, Chana, Thepha và Saba Yoi. Phía nam là bang Kedah, Malaysia.

## Hành chính
Huyện này được chia thành 10 phó huyện (tambon), các đơn vị này lại được chia ra thành 92 làng (muban). Thị trấn (thesaban tambon) Na Thawi nằm trên một phần của the tambon Na Thawi. Có 10 Tổ chức hành chính tambon.
| STT. | Tên          | Tên Thái | Số làng | Dân số |  |
| ---- | ------------ | -------- | ------- | ------ |  |
| 1.   | Na Thawi     | นาทวี     | 17      | 14.760 |  |
| 2.   | Chang        | ฉาง      | 9       | 4.040  |  |
| 3.   | Na Mo Si     | นาหมอศรี  | 8       | 2.705  |  |
| 4.   | Khlong Sai   | คลองทราย | 8       | 5.387  |  |
| 5.   | Plak Nu      | ปลักหนู    | 7       | 4.259  |  |
| 6.   | Tha Pradu    | ท่าประดู่   | 9       | 4.400  |  |
| 7.   | Sathon       | สะท้อน    | 10      | 6.708  |  |
| 8.   | Thap Chang   | ทับช้าง    | 10      | 6.262  |  |
| 9.   | Prakop       | ประกอบ   | 7       | 5.264  |  |
| 10.  | Khlong Kwang | คลองกวาง | 7       | 4.890  |  |